# Jaspis cristocorrugatus
Jaspis cristocorrugatus är en svampdjursart som beskrevs av Kennedy 2000. Jaspis cristocorrugatus ingår i släktet Jaspis och familjen Ancorinidae. Inga underarter finns listade i Catalogue of Life.